# 臨海郡
临海郡，三国到隋唐的郡。

## 沿革
東漢末期東吳設置會稽東部都尉，管轄會稽郡東部的章安、永寧、松陽3縣，後增轄臨海、南始平、安陽3縣。太平二年（257年）以都尉所屬6縣置郡。郡治章安縣（今浙江省台州市椒江區江北章安街道），領章安、永寧、松陽、臨海、南始平、羅陽、羅江（239年置）7縣。孫皓時，羅陽縣改名安陽縣。區域包括今浙江省象山港以南，天台县、缙云县、丽水市、龙泉市以东等地。
东晋以后南部分割出永嘉郡（今温州市），临海郡太守辛景曾据城抵抗孙恩。隋朝开皇九年（589年），隋灭陈。废除临海郡。唐朝天宝、至德年间一度把台州改为临海郡，下辖临海县（今浙江省临海市）、始丰县（今浙江省天台县）、黄岩县（今浙江省台州市黄岩区东城街道）、乐安县（今浙江省仙居县）、宁海县（今浙江省宁海县）、象山县（今浙江省象山县丹城镇）。

## 地方官
唐朝临海郡太守
- 段怀然（天宝初年）
- 张愿（744年）
- 韦南金（746年）
- 高继之（746年）
- 李兢（749年）
- 孙践由（752年）
- 袁仲宣（754年）
- 袁光孚（755年）
- 李仲宜（757年）

## 國主

### 南朝宋臨海國（461年—466年）
| 歷陽國（460年－461年）/臨海國（461年－466年）丨食邑2000戶 |      |          |    |        |              |                |
| 代數                                                      | 世   | 封爵     | 謚 | 姓名   | 在位時間     | 備註           |
| 1                                                         | 始封 | 歷陽郡王 |    | 劉子頊 | 460年－461年 | 宋孝武帝第七子 |
| 1                                                         | 始封 | 臨海郡王 |    | 劉子頊 | 461年－466年 | 宋孝武帝第七子 |
| 伏誅，國除                                                |      |          |    |        |              |                |

### 南朝齊臨海國（493年—495年）
| 臨海國（493年－495年）/巴陵國（495年－498年）丨食邑2000戶 |      |          |    |        |              |              |
| 代數                                                      | 世   | 封爵     | 謚 | 姓名   | 在位時間     | 備註         |
| 1                                                         | 始封 | 臨海郡王 |    | 蕭昭秀 | 493年－495年 | 齊文帝第三子 |
| 1                                                         | 始封 | 巴陵郡王 |    | 蕭昭秀 | 495年－498年 | 齊文帝第三子 |
| 伏誅，國除                                                |      |          |    |        |              |              |

### 南朝齊宣城國（500年—501年）
| 宣城國（500年－501年）丨以宣城、南琅邪、南東海、東陽、臨海、新安、尋陽、南郡、竟陵、宜都十郡為國 |      |        |    |        |              |              |
| 代數                                                                                             | 世   | 封爵   | 謚 | 姓名   | 在位時間     | 備註         |
| 1                                                                                                | 始封 | 宣城王 |    | 蕭寶融 | 500年－501年 | 齊明帝第八子 |
| 即皇帝位，國除                                                                                   |      |        |    |        |              |              |

### 南朝陳臨海國（568年—589年）
| 臨海國（568年－589年） |      |          |    |        |              |            |
| 代數                   | 世   | 封爵     | 謚 | 姓名   | 在位時間     | 備註       |
| 1                      | 始封 | 臨海郡王 |    | 陳伯宗 | 568年－570年 | 陳文帝長子 |
| 2                      | 二世 | 臨海嗣王 |    | 陳至澤 | 570年－589年 | 陳伯宗長子 |
| 陳亡，國除             |      |          |    |        |              |            |